# Oecothea mongolica
Oecothea mongolica är en tvåvingeart som beskrevs av Gorodkov 1969. Oecothea mongolica ingår i släktet Oecothea och familjen myllflugor. Inga underarter finns listade i Catalogue of Life.